# Újtikos
Újtikos es un pueblo situado en el condado de Hajdú-Bihar, en la región de la Gran Llanura del Norte del este de Hungría.

## Geografía
Tiene una superficie de 35,29 kilómetros cuadrados y tiene una población de 754 personas (2024).